# Kemel
Kemel ist ein Ortsteil der Flächengemeinde Heidenrod im südhessischen Rheingau-Taunus-Kreis. Der Ort liegt direkt an der B 260 (Bäderstraße). Mit 517 m ü. NN ist Kemel die höchstgelegene Ortschaft im westlichen Taunus.

## Geografie
Kemel liegt im westlichen Hintertaunus, im Süden der Kemeler Heide, die zur Zorner Hochfläche gehört, auf dem Kemeler Rücken, einer Wasserscheide zwischen Rhein und Lahn. Etwa zwei Kilometer nordwestlich der Ortslage, bei Mappershain, erhebt sich der Mappershainer Kopf, mit 548 Meter der höchste Berg des westlichen Hintertaunus.
Südlich von Kemel fließt der Aulbach.

## Geschichte
→ Zur römischen Vergangenheit des Gebiets von Kemel siehe auch die separaten Artikel Kleinkastelle „Auf dem Pohl bei Kemel“ und Kastell Kemel.
Kemel wurde im Jahre 812 in der Namensform Kamel[e] erstmals genannt, die in dieser Urkunde erwähnte Kirche war der heiligen Katharina geweiht. Der Ortsname lässt sich auf das gallisch-keltische Wort caminos „Weg“ (vgl. spätlat. caminum) zurückführen. 983 schenkte Kaiser Otto II. einen Königshof in Kemel dem Bistum Mainz. Der Ort liegt an einer schon in vorgeschichtlicher Zeit benutzten Straße vom Rhein zur Lahn, die hier den Taunus überquert. In der Römerzeit befand sich hier ein Kastell, und der Limes verlief in der Nähe. Im Mittelalter war der Taunusübergang Teil der wichtigen Handelsstraße von Aachen nach Nürnberg. Als Mainzer Vögte herrschten die Grafen von Katzenelnbogen. Nach deren Aussterben kam der Ort 1479 zur Landgrafschaft Hessen, 1815, nach einigen Jahren französischer Herrschaft, zum Herzogtum Nassau und wurde 1866 preußisch. Viele kleine Dörfer in der Umgebung teilten das Schicksal Kemels.
Im Zuge der Gebietsreform in Hessen schloss sich die Gemeinde Kemel mit 15 weiteren Gemeinden am 31. Dezember 1971 auf freiwilliger Basis zur Gemeinde Heidenrod zusammen. Für Kemel wurde wie für alle anderen Ortsteile ein Ortsbezirk mit Ortsbeirat und Ortsvorsteher eingerichtet.

## Sehenswürdigkeiten

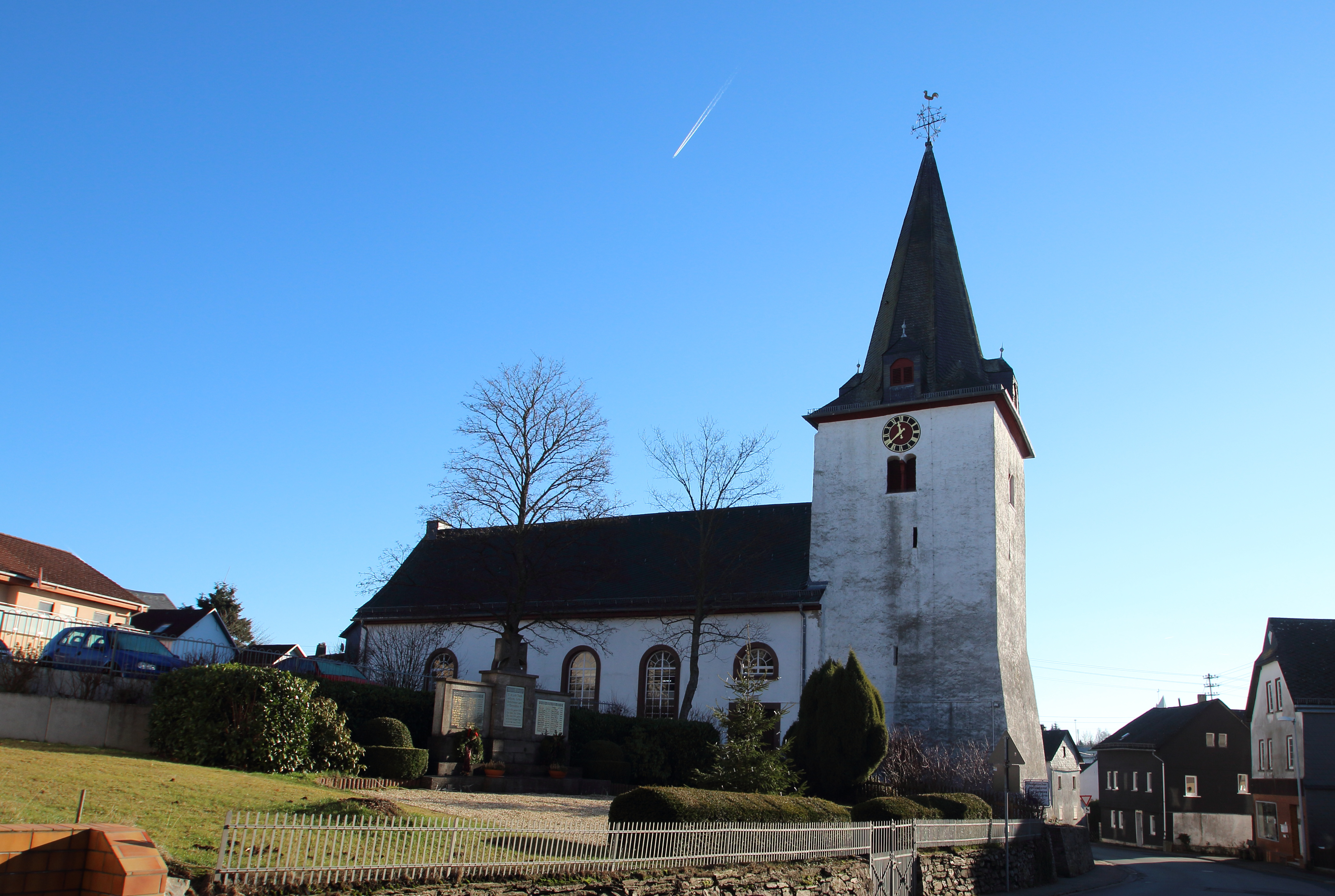
Evangelische Kirche Kemel

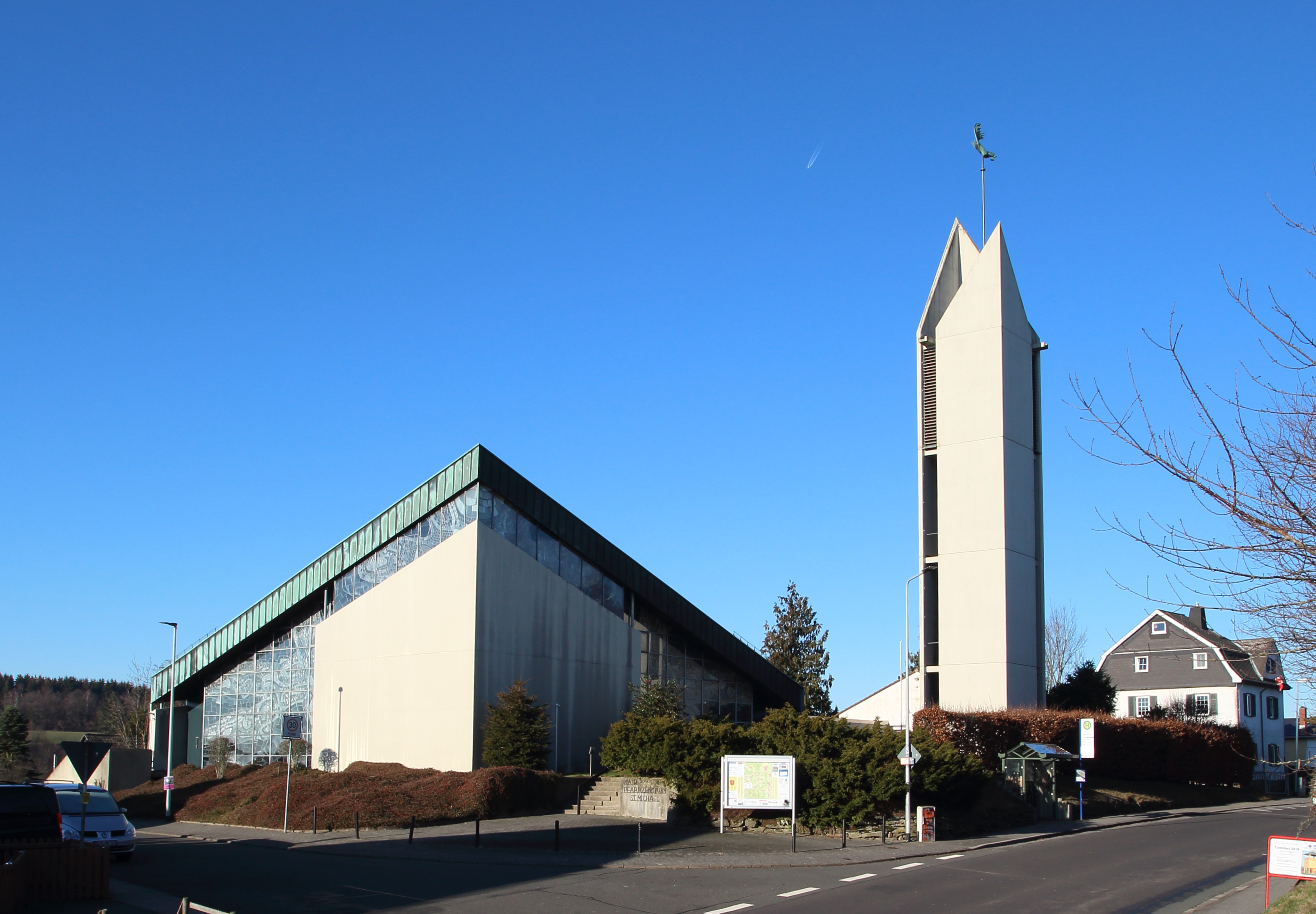
Kath. Pfarrkirche St. Michael

- Die evangelische Kirche (ehemals St. Katharina) mit ihrem spätromanischen Kirchturm stammt aus dem 13. Jahrhundert. Der Innenraum wurde mehrfach verändert, das Langhaus wurde im frühen 19. Jahrhundert aufgestockt.
- Die katholische Kirche Sankt Michael wurde 1966 als Pfarr- und Garnisonskirche für den damaligen Bundeswehrstandort Kemel erbaut, am 24. September 1967 folgte die Weihe. Die Gebäudegruppe aus Kirche, Pfarrhaus und freistehendem Glockenturm wurden in Sichtbeton nach Plänen des Frankfurter Architekten Walter Nicol ausgeführt.[7][8]

## Wirtschaft und Infrastruktur

### Tourismus
Sowohl auf der Kemeler Heide als auch im Wispertal und seinen Seitentälern ist Kemel von viel Wald umgeben. Zudem ist die Region Teil des Naturpark Rhein-Taunus, der den Menschen eine naturnahe Erholung ermöglichen will. Auch die Kurstadt Bad Schwalbach ist gut zu erreichen.

### Verkehr
Über den Höhenzug der Kemeler Heide verläuft in Nordwest-Südost-Richtung die Bundesstraße 260, direkt an der Ortslage vorbei. Kemel ist an diese Hauptverkehrsader des westlichen Hintertaunus angeschlossen. Die Landstraße L 3455 führt in Richtung Nordosten  über Huppert nach Laufenselden, dem zentralen Ortsteil von Heidenrod. In südlicher Richtung wird auf der Bundesstraße die Kreisstadt Bad Schwalbach sowie Wiesbaden und das Rhein-Main-Gebiet erreicht.
Die Rheingau-Taunus-Verkehrsgesellschaft (RTV) ist die lokale Nahverkehrsgesellschaft des Rheingau-Taunus-Kreis. Sie ist Gesellschafterin des Rhein-Main-Verkehrsverbundes.
Durch  den Ort führt der Deutsche Limes-Radweg. Dieser folgt dem Obergermanisch-Raetischen Limes über 818 km von Bad Hönningen am Rhein nach Regensburg an der Donau.

### Taunus-Kaserne

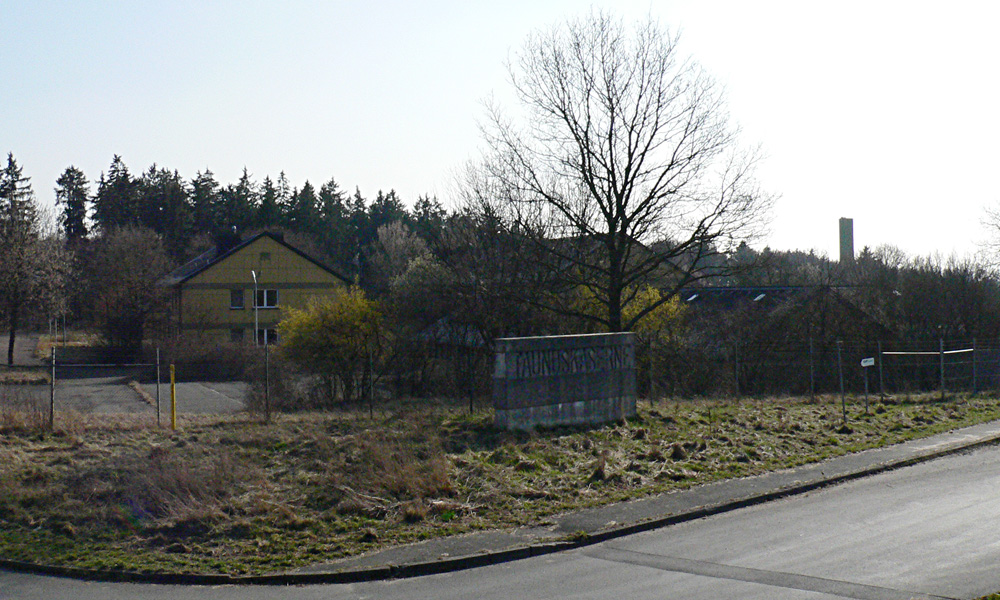
Die leerstehende Taunus-Kaserne 2007

Bis 2002 waren in der Taunus-Kaserne in Kemel Teile der Flugabwehrraketengruppe 42 (Luftwaffe) stationiert. Zum Gelände gehörten neben dem Haupt-Kasernenbereich ein Funkturm im Ort Kemel selbst, der Feuerleitbereich oberhalb des Kemeler Sportplatzes und das Raketengelände, östlich der Kaserne. Die Hauptliegenschaft an der Bäderstraße steht bis heute (2012) leer, im Mai 2009 wurde das Kasernengelände und der ehemalige Feuerleitbereich schließlich verkauft. Das ehemalige Raketengelände wird schon länger von einem Abfallentsorgungsunternehmen weitergenutzt.